# Saint-Jean-de-Verges

Saint-Jean-de-Verges este o comună în departamentul Ariège din sudul Franței. În 1 ianuarie 2022 avea o populație de 1.288 de locuitori.